# Ministerstvo zdravotnictví a sociální péče Spojených států amerických
Ministerstvo zdravotnictví a sociální péče (anglicky United States Department of Health & Human Services, zkráceně HHS), je ministerstvem americké federální vlády na úrovni kabinetu s cílem chránit zdraví Američanů a poskytovat jim základní sociální služby. Než bylo v roce 1979 vytvořeno samostatné federální ministerstvo školství, tak agenda školství i zdravotnictví patřila pod jedno ministerstvo – Department of Health, Education, and Welfare.
Ministerstvo k roku 2014 spravovalo 115 federálních programů, které spadaly do oblasti sociálních služeb, občanských práv a ochrany soukromí ve zdravotnictví, programů připravenosti na katastrofy a výzkumů souvisejících se zdravím. Úřad nabízí řadu programů sociálních služeb zaměřených na osoby s nízkým příjmem, zdravotním postižením a sociální služby pro vojenské rodiny a pro seniory. Příkladem takových programů jsou například Medicare (zdravotní pojištění pro starší a zdravotně postižené Američany) a Medicaid (zdravotní pojištění pro osoby s nízkými příjmy). Ministerstvo také provozuje Službu veřejného zdraví, včetně jejího uniformovaného sboru.